# Unter den Ulmen 96 (Köln)

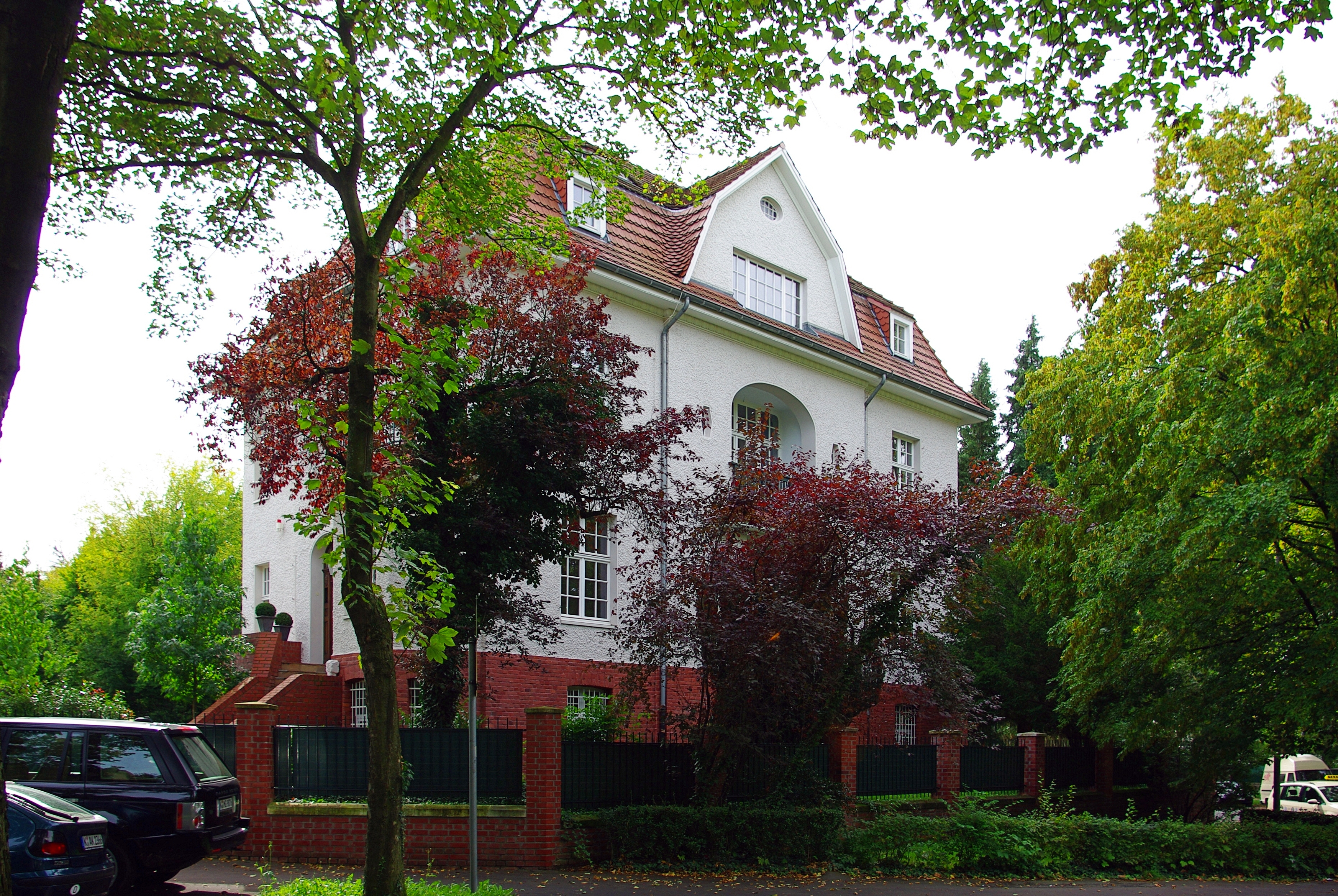
Villa Unter den Ulmen 96 (2011)

Das Gebäude Unter den Ulmen 96 (auch Palästinahaus genannt) ist eine Villa im Kölner Stadtteil Marienburg, die 1906/07 errichtet wurde und zur Villenkolonie Köln-Marienburg gehört. Sie liegt als Eckhaus zum Bayenthalgürtel (Kreisstraße 12) am Nordrand des Stadtteils. Die Villa steht als Baudenkmal unter Denkmalschutz.

## Geschichte
Die Villa entstand für den Bauherrn Ludwig Schneller, einen evangelischen Pfarrer und Theologen, wie die gegenüberliegende Villa Bayenthalgürtel 15 nach einem Entwurf des Architekten Eugen Fabricius. Da Schneller Vorsitzender des Evangelischen Vereins für das Syrische Waisenhaus zu Jerusalem war, wurde in einem Teil des Hauses dessen Zentrale eingerichtet.
Nachdem Bonn 1949 Regierungssitz der Bundesrepublik Deutschland geworden war, diente die Villa spätestens ab Dezember 1949, dem Zeitpunkt der erstmaligen Akkreditierung, als Kanzlei der Gesandtschaft des Königreichs Schweden (→ Liste der diplomatischen Vertretungen). Die Residenz des Gesandten befand sich in dem Gebäude Ulmenallee 152. 1956 wurde die schwedische Gesandtschaft zur Botschaft umgewandelt, die an diesem Standort mit ihrer Konsularabteilung mindestens noch bis 1957 beheimatet war und später nach Bonn umzog. 1964/65 entstand ein als Bürogebäude errichteter Anbau (Ulmenallee 98), der nachträglich eine Aufstockung erhielt.
Die Eintragung der Villa in die Denkmalliste der Stadt Köln erfolgte am 1. März 1982.

## Architektur
Die Villa ist schräg zwischen der Straße Unter den Ulmen und dem Bayenthalgürtel angeordnet, um auf diese Weise die Eingangslage zur Villenkolonie Marienburg zu betonen. Sie ist zweieinhalbgeschossig über einem als Souterrain dienenden Sockelgeschoss sowie dreiachsig bei hervorgehobener Mittelachse und verfügt über ein Mansarddach. Der in Backstein ausgeführte Sockel geht in eine Putzfassade über. Seitlich wird das Gebäude jeweils von einem Söller abgeschlossen. Stilistisch bzw. architekturgeschichtlich lässt sich die Villa der Reformarchitektur deutscher Prägung zurechnen, die hier auf eine ländliche und dem süddeutschen Barock entlehnte Formensprache zurückgreift.